# SS Juve Stabia
Az SS Juve Stabia (teljes nevén Società Sportiva Juve Stabia) egy Olaszországban, Campania régióban, azon belül is Castellammare di Stabia községben székelő labdarúgócsapat.
A Juve Stabia jelenleg (2019/2020) az olasz másodosztályban, a Serie B-ben érdekelt.

## Története

### Stabia SC
A sportegyesületet Castellammare di Stabiában alapították meg 1907. március 19-én Stabia Sporting Club néven. 1930-ban a csapat neve megváltozott FC Stabiesére, 1933-ban csődbe ment.

### AC Stabia
1933-ban a csapatot újra alapítja Salvatore Russo AC Stabia néven.
Az 1951–52-es szezonban az Olasz labdarúgó-bajnokság másodosztályban (Serie B) szerepeltek.
1953-ban a csapat ismét csődbe ment.

### SS Juventus Stabia
1953-ban a város második klubja, a Società Sportiva Juventus Stabia, melyet 1945-ben alapítottak, megörökölte a csődbe ment AC Stabia eredményeit, és vált a város első számú csapatává.
2001-ben azonban a csapat ismét csődbe ment.

### Comprensorio Stabiatól az SS Juve Stabiáig
2002 nyarán Paolo D'Arco vállalkozó vette meg a csapatot, és nevezte át Comprensorio Stabiára, majd 2003 nyarán kapta meg jelenleg is használt nevét, az SS Juve Stabiát. A szezon végén feljutott a csapat a Serie C2-be, majd rá egy évre a Serie C1-ben szerepelt. A 2008–09-es szezonban a klub a Lega Pro Seconda Divízióba csúszott vissza, de a következő szezonban azonnal visszajutottak.
A 2010–11-es szezonban a Juve Stabia 59 év után jutott el ismét a Serie B-be. Az olasz másodosztályban játszottak három szezonon keresztül, de a 2013–14-es szezonban ismét kiestek.

## Jelenlegi keret
2018. február 4. szerint.
| #  |     | Poszt | Név                                           |
| -- | --- | ----- | --------------------------------------------- |
| 1  | ITA | K     | Alessandro Bacci                              |
| 3  | ITA | V     | Pietro Dentice                                |
| 5  | ITA | V     | Lino Marzorati                                |
| 6  | ITA | V     | Nicholas Allievi                              |
| 7  | ITA | V     | Valerio Nava (kölcsönben az Atalantatól)      |
| 8  | BRA | KP    | Vicente                                       |
| 9  | ITA | CS    | Simone Simeri (kölcsönben a Novaratól)        |
| 10 | ITA | CS    | Daniele Paponi                                |
| 13 | ITA | V     | Alex Redolfi (kölcsönben az Atalantatól)      |
| 14 | ITA | V     | Carlo Crialese (kölcsönben a Pro Vercellitől) |
| 15 | ITA | KP    | Luigi Viola                                   |
| 16 | GAM | V     | Omar Gaye                                     |
| 17 | CMR | KP    | Kelvin Matute                                 |
| 18 | ITA | KP    | Luigi Canotto                                 |

| #  |     | Poszt | Név                                        |
| -- | --- | ----- | ------------------------------------------ |
| 19 | ITA | V     | Matteo Bachini                             |
| 20 | SMR | KP    | Filippo Berardi (kölcsönben a Torinotól)   |
| 21 | BRA | KP    | Gabriel Strefezza (kölcsönben a SPAL-tól)  |
| 22 | ITA | K     | Luca Zanotti                               |
| 23 | ITA | V     | Federico Franchini (kölcsönben a Carpitól) |
| 24 | ITA | KP    | Alessandro Mastalli                        |
| 26 | ITA | K     | Paolo Branduani                            |
| 27 | ITA | V     | Carlo Zarcone                              |
| 28 | ITA | KP    | Giacomo Calò                               |
| 29 | ITA | CS    | Gianluca D'Auria                           |
| 31 | ITA | KP    | Fabrizio Melara                            |
| 32 | ITA | CS    | Lorenzo Sorrentino                         |
| -  | ITA | CS    | Marco Severini (kölcsönben a Ravennatól)   |

## Fordítás
Ez a szócikk részben vagy egészben  a   S.S. Juve Stabia című angol Wikipédia-szócikk ezen változatának fordításán alapul.  Az eredeti cikk szerkesztőit annak laptörténete sorolja fel. Ez a jelzés csupán a megfogalmazás eredetét és a szerzői jogokat jelzi, nem szolgál a cikkben szereplő információk forrásmegjelöléseként.